# Ferrovia Uznach-Wattwil
La ferrovia Uznach-Wattwil (nota anche come Rickenbahn) è una linea ferroviaria a scartamento normale della Svizzera.

## Storia
I primi progetti per una linea prolungamento della Toggenburgerbahn (TB) da Ebnat-Kappel verso l'area della Linth, attraverso il passo del Ricken, risalgono al 1873; un progetto per una galleria di base sotto il Ricken venne presentato da un comitato d'iniziativa nel 1895. Il progetto venne rilevato dal canton San Gallo, il quale acquistò anche la TB; con tre contratti stipulati nel 1901 il cantone cedette la TB alle Ferrovie Svizzere Unite (VSB), si stabiliva la costruzione della Rickenbahn e veniva quantificato il contributo cantonale ai costi di costruzione.
La VSB venne nazionalizzata il 1º luglio 1902: le sue linee entrarono a far parte delle Ferrovie Federali Svizzere (FFS), e le stesse subentrarono nell'obbligo di costruzione della linea del Ricken.
I lavori iniziarono nel 1904; a causa di inconvenienti sorti nella costruzione (nella perforazione del tunnel vennero trovate sorgenti d'acqua e sacche di gas naturale) l'apertura della linea, prevista per il 1º maggio 1909, fu posticipata al 1º ottobre 1910, contemporaneamente all'apertura della Bodensee-Toggenburg-Bahn.
Il 4 ottobre 1926 avvenne un incidente nella galleria del Ricken: un convoglio merci diretto a Wattwil si fermò nel tunnel a causa di un guasto, e il mancato deflusso dei fumi della locomotiva provocò la morte per asfissia del macchinista, del fuochista, del capotreno, dei tre frenatori del convoglio e di tre soccorritori. L'incidente provocò la decisione di elettrificare la linea; la trazione elettrica fu attivata il 7 maggio 1927 (insieme alla la tratta Rapperswil-Uznach della linea Rapperswil-Ziegelbrücke).

## Caratteristiche
La ferrovia, a scartamento normale, è lunga 14,38 km, è elettrificata a corrente alternata monofase con la tensione di 15.000 V alla frequenza di 16,7 Hz; la pendenza massima è del 20 per mille. È interamente a binario unico.

### Percorso
| Continuation backward |

| Station on track |

| Unknown route-map component "CONTgq" | Unknown route-map component "ABZgr" |  |

| Station on track |

| Enter and exit tunnel |

| Unknown route-map component "CONTgq" | Unknown route-map component "ABZg+r" |  |

| Station on track |

| Continuation forward |

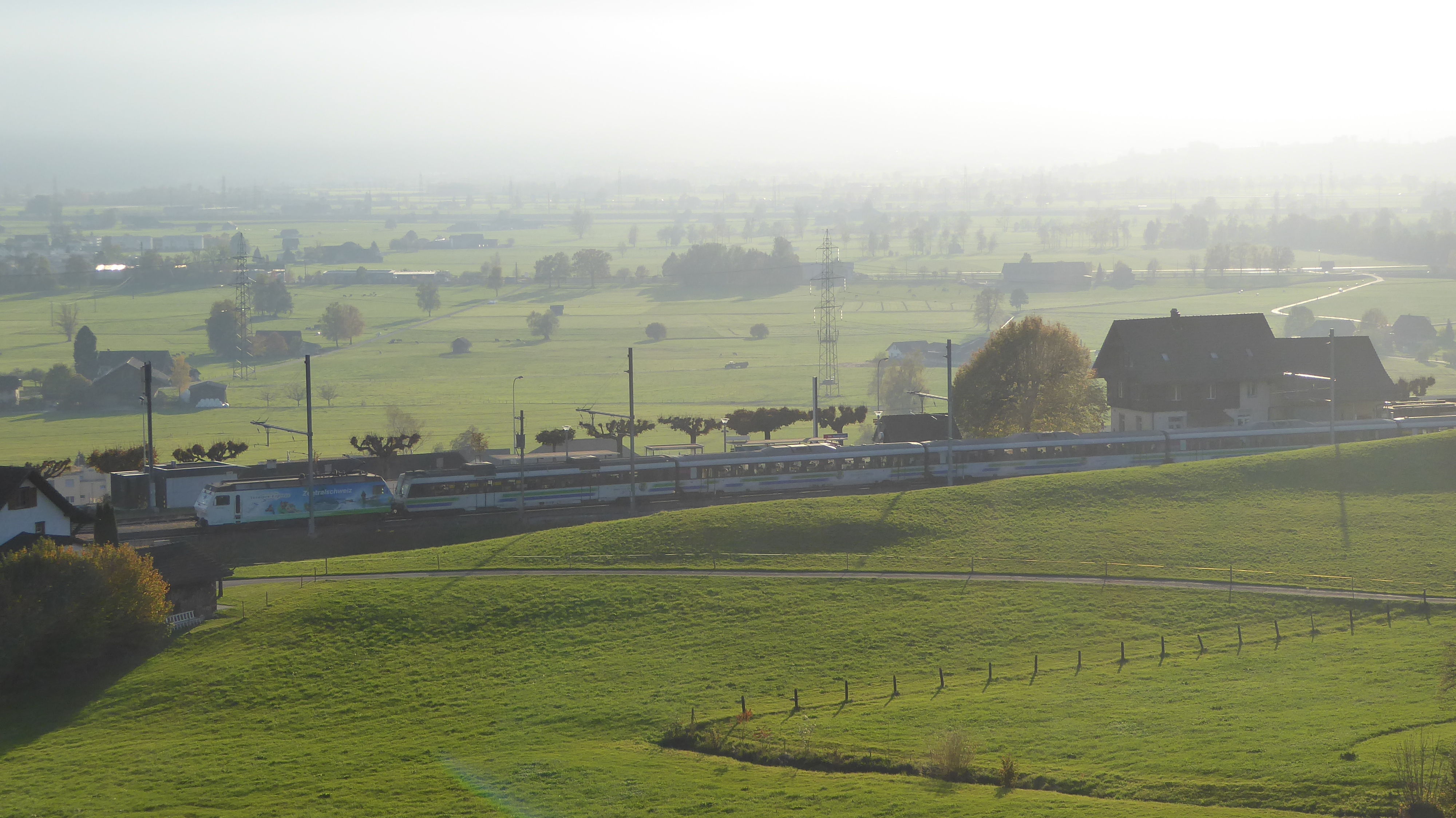
Un Voralpen Express a Kaltbrunn

La linea parte dalla stazione di Uznach, sulla linea Rapperswil-Ziegelbrücke; si dirige quindi verso est, toccando Kaltbrunn. La ferrovia entra quindi nella galleria del Ricken, lunga 8603 metri e con una pendenza del 15,75 per mille. Usciti dalla galleria si arriva a Wattwil, sulla Toggenburgerbahn.